# 周奋乡
周奋乡，是中华人民共和国江苏省泰州市兴化市下辖的一个乡镇级行政单位。

## 行政区划
周奋乡下辖以下地区：
周奋社区、时堡村、仲南村、仲北村、三界村、崔一村、崔二村、崔三村、崔四村、斜沟村和付堡村。